# CXFS
CXFS ist ein Cluster-Dateisystem von SGI, basierend auf SGIs Dateisystem XFS. Es ermöglicht den gleichzeitigen und konfliktfreien Zugriff mehrerer Rechner auf das gleiche Dateisystem.
Ein großer Unterschied zwischen CXFS und anderen verteilten Dateisystem ist, dass die Daten unabhängig von den Metadaten verwaltet werden. Dies wird durch ein Client-Server Modell implementiert, bei dem das System zur Verwaltung der Metadaten, den Server darstellt, und die anderen Computer als Clients agieren. Dabei wird auch die Sperrung der Dateien, genannt file locks, vom Metadatenserver verwaltet.
Der Metadatenserver läuft unter IRIX oder Linux auf den Origin und Altix Systemen von SGI. Als Clients kommen neben IRIX und anderen unixoiden Betriebssystems auch Mac OS X und Windows in Frage.